# 코트 (옷)

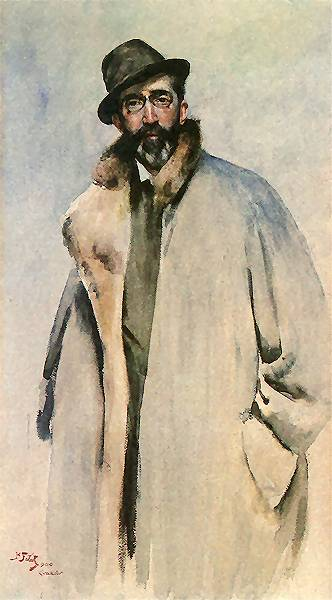
코트를 입은 남자, 줄리안 파왓이 그린 그림, 1900

코트(coat)는 몸을 따뜻하게 하기 위해서 가장 겉에 입는 옷을 말한다. 코트는 일반적으로 상체를 위한 겉옷으로 따뜻함이나 패션을 위해 성별에 따라 착용된다. 코트는 일반적으로 소매가 길고 앞면이 열려 있으며 단추, 지퍼, 후크 앤 루프 패스너, 토글, 벨트 또는 이들 중 일부의 조합을 통해 닫힌다. 다른 가능한 기능으로는 칼라, 어깨 끈 및 후드가 있다.

## 어원
코트(Coat)는 중세 초기부터 입증된 영어로 된 최초의 의류 카테고리 단어 중 하나이다. 옥스퍼드 영어사전에서는 코트의 현대적 의미를 cote 또는 cotte로 표기한 1300년 경까지 추적한다. 코트(coat)라는 단어는 고대 프랑스어와 라틴어 cottus에서 유래되었다. 이는 모직물을 뜻하는 인도유럽조어에서 유래되었다.
영어로 코트의 초기 사용은 금속 고리로 된 튜닉 같은 의복인 쇄자갑(coat of mail 또는 chainmail)이며, 일반적으로 무릎 길이 또는 종아리 중간 길이이다.

## 역사
중세, 르네상스의 코트는 너무 길거나 짧지 않은 소매가 있는 남성 겉옷이며 허리에 맞고 앞쪽에 단추로 잠겨있으며 풀 스커트 차림으로, 현대의 코트와는 다르다.

## 종류
- 오버코트
- 하프코트
- 더블코트
- 르뎅코트
- 스왈로테일코트
- 모닝코트
- 이브닝코트
- 서머코트
- 체스터필드코트
- 레인코트
- 트렌치코트
- 케이프코트
- 판초
- 망토코트
- 피코트

## 같이 보기
- 재킷
- 오버코트
- 로브
- 실험복